# 12.º Regimiento de Instrucción Aérea
El 12.º Regimiento de Instrucción Aérea (12. Flieger-Ausbildungs-Regiment) fue una unidad de la Luftwaffe de la Alemania nazi.

## Historia
Fue formado el 1 de abril de 1939 en Münster-Handorf, a partir del 12.º Batallón de Reemplazo Aéreo con:
- Stab
- I Batallón de Instrucción desde el 12.º Batallón de Reemplazo Aéreo
- Escuela Elemental de Vuelo (Escuela/12.º Regimiento de Instrucción Aérea) desde la Escuela Mixta Experimental Superior Stargard.

El II Batallón de Instrucción fue formado en 1940, mientras la Escuela/12.º Regimiento de Instrucción Aérea deja el regimiento el 10 de octubre de 1941, y se convirtió 12° Escuela Mixta Experimental Superior. Trasladado a Lippstadt en octubre de 1939(?), Königsberg/Neumark el 1 de noviembre de 1939 y a Douai en octubre de 1941. El 16 de agosto de 1942 es redesignado como 12º Regimiento Aéreo.

## Comandantes
- Coronel Dipl.Ing. Josef Hilgers - (1 de abril de 1939 - 10 de noviembre de 1939
- Coronel Karl-Albrecht Mensching - (10 de noviembre de 1939 - 18 de julio de 1941)
- Coronel Hans Fleischhauer - (18 de junio de 1941 - octubre de 1942)

## Orden de Batalla
- 1939 – 1940: Stab, I. (1-5), 6., 7., Escuela.
- 1941 – 1942: Stab, I. (1-5), 7., II. (8-12).